# Segismundo Casado
Segismundo Casado López (Nava de la Asunción, 10 de outubro de 1893 – Madrid, 18 de dezembro de 1968) foi um oficial do Exército Espanhol da Segunda República Espanhola durante a Guerra Civil Espanhola, comandando o Exército Espanhol Republicano em 1939.
Em 1939, juntamente com Julián Besteiro, um membro das Cortes Generales e um socialistas, Casado realizou um golpe de estado contra o governo do Primeiro-Ministro Juan Negrín, alegando que este desejava uma tomada do poder pelos Comunistas. As forças Republicanas recuperaram o controle de Madrid, mas os esforços do Casado para negociar a paz com o General Franco falharam. Este insistiu em uma rendição incondicional, o que ocorreu em 1939. Casado exilou-se na Venezuela, não regressando a Espanha até 1961.

## Início
O filho de um militar, Casado entrou para a Academia Real de Cavalaria em Valladolid aos 15 anos. Ele progrediu como um oficial, chegando ao posto de major em 1936. Na época, ele servia como chefe da casa militar do Presidente Manuel Azaña, criado no âmbito da Segunda República de Espanha.

## Guerra Civil Espanhola
Após o início da Guerra Civil Espanhola, Casado ajudou a desenvolver as táticas do Exército Republicano Espanhol no centro de Espanha. Ele participou na defesa de Madrid e na batalha de Jarama. Ele foi promovido a coronel em 1938 e lutou na batalha de Brunete. Em 1938, ele era o comandante de um corpo de exército (dos cinco que havia) na zona central republicana. Em 1939 foi-lhe dado o comando do Exército Central Republicano.

### O golpe de Casado e o fim da guerra
Em 5 de Março de 1939, Casado, alegando que o Primeiro-Ministro Juan Negrín estava a planear uma tomada do poder pelos Comunistas, conduziu um golpe de estado com o apoio de Julián Besteiro, o líder do Partido Socialista Operário Espanhol, e líderes anarquistas desiludidos. Eles estabeleceram um Conselho de Defesa Nacional (Consejo Nacional de Defensa) contra Negrín.
O General José Miaja, em Madrid, aderiu à rebelião em 6 de Março, ordenando a prisão de Comunistas na cidade. Negrín fugiu para a França em 6 de Março. Mas Luis Barceló, comandante do 1º Corpo do Exército do Centro, rejeitou o golpe e tentou recuperar o controle da capital. As suas tropas entraram em Madrid e houve violentos combates durante vários dias na capital. Tropas anarquistas lideradas por Cipriano Mera conseguiram derrotar o 1º Corpo, e Barceló foi capturado e executado.
Casado tentou negociar um acordo de paz com o General Francisco Franco, que recusou exigindo a rendição incondicional. Os membros sobreviventes do Exército Republicano não estavam mais dispostos a lutar. O Exército Nacionalista entrou em Madrid praticamente sem oposição em 28 de Março de 1939.

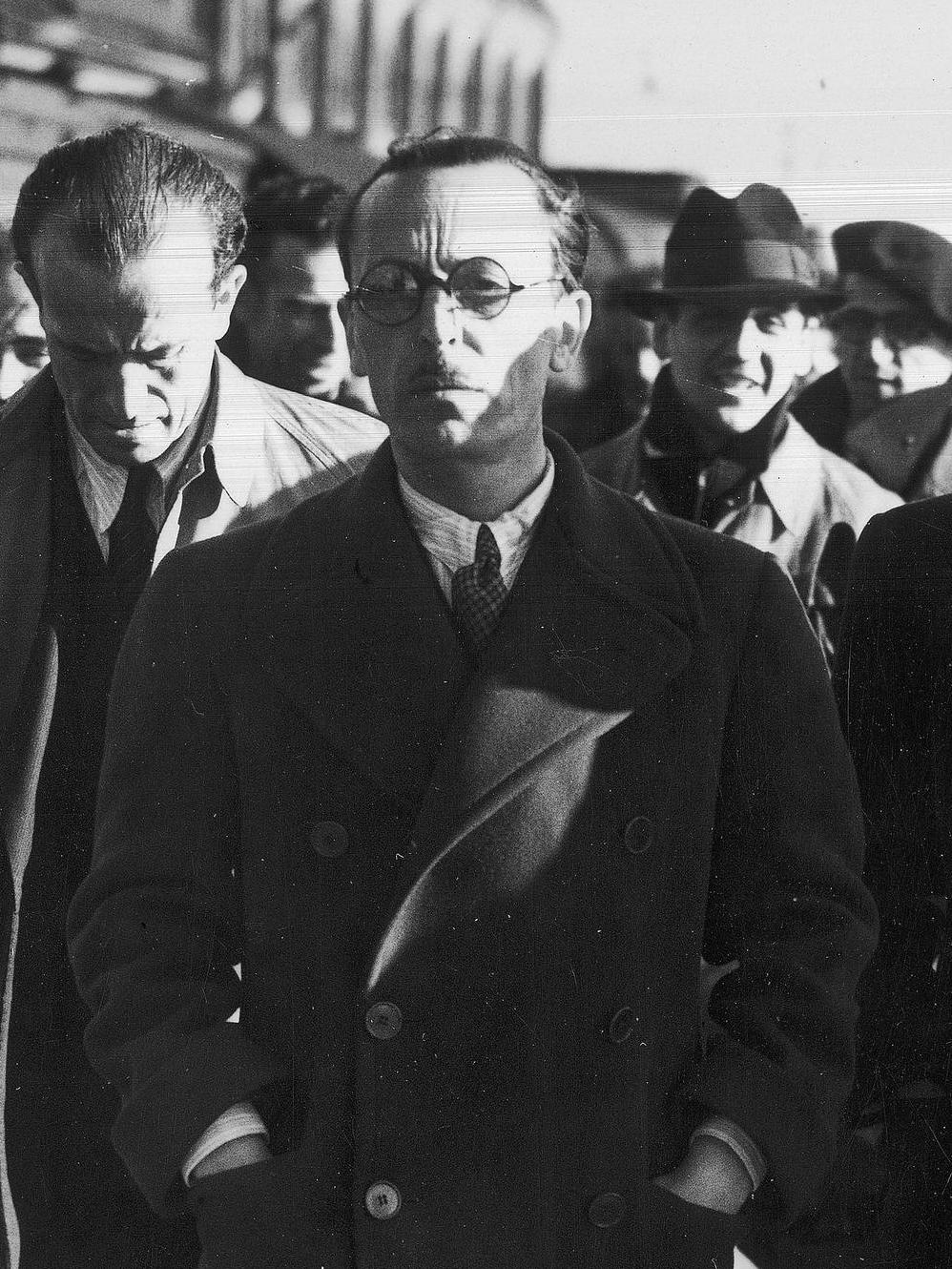
Segismundo Casado (1939).

## Rescaldo
Casado fugiu para Valência, onde embarcou em um navio britânico no final de Março e foi para o exílio na Venezuela. Ele permaneceu exilado na Venezuela até 1961, quando regressou a Espanha.
Casado segundo relatos morreu em um hospital em Madrid.

## Leitura complementar
- Beevor, Antony. The Battle for Spain. The Spanish Civil War 1936-1939. Penguin Books. Londres. 2006, ISBN 978-0753821657
- Burnett Bolloten The Spanish Civil War: Revolution and Counterrevolution UNC Press, 1991 ISBN 0-8078-1906-9, ISBN 978-0-8078-1906-7. Chapter 64 "Segismundo Casado, Cipriano Mera e os Libertários".
- Thomas, Hugh. The Spanish Civil War. Penguin Books. 2001. Londres. ISBN 978-0-14-101161-5